# La Bande à Renaud
La Bande à Renaud est un projet constitué de deux albums de reprises de chansons du chanteur français Renaud. Le premier comporte 14 chansons, interprétées par 15 artistes, et il est sorti le 9 juin 2014. Le volume 2 comporte 15 chansons interprétées par 16 artistes et il est sorti le 27 octobre 2014.

## Genèse
Renaud a dirigé le projet et choisi les artistes, assisté de Dominique Blanc-Francard et Alain Lanty.

## Volumes

### Volume 1
La liste ci-dessous indique les morceaux dans l'ordre du CD, suivis entre parentheses de leur position sur le double vinyle.
1. Manu - Jean-Louis Aubert 2:52 (A1)
2. Mistral gagnant - Cœur de pirate 3:02 (A2)
3. La pêche à la ligne - Bénabar 3:08 (A3)
4. Laisse béton - Disiz 2:23 (A4)
5. Il pleut - Élodie Frégé 2:51 (B1)
6. Chanson pour Pierrot - Raphael 3:06 (B2)
7. Hexagone - Nicola Sirkis (du groupe Indochine) 4:58 (B3)
8. Deuxième génération - Benjamin Biolay 4:06 (D1)
9. La ballade nord-irlandaise - Nolwenn Leroy 3:58 (C1)
10. En cloque - Hubert-Félix Thiéfaine 3:11 (C2)
11. C’est quand qu’on va où ? - Carla Bruni 3:58 (C3))
12. Je suis une bande de jeunes - Renan Luce, Alexis HK & Benoît Dorémus 3:08 (D2)
13. La médaille - Grand Corps Malade 2:31 (D3)
14. Dès que le vent soufflera - La bande à Renaud (collégiale) 4:11 (D4)

Une édition exclusive limitée E.Leclerc bénéficie d'un bonus exclusif : Un DVD de 15 min sur les coulisses de l’enregistrement des chansons 14, 2, 5 et 12 en studio.

### Volume 2
La liste ci-dessous indique les morceaux dans l'ordre du CD, suivis entre parentheses de leur position sur le double vinyle.
1. Morts les enfants - Bernard Lavilliers 3:44 (A1)
2. Manhattan-Kaboul - Thomas Dutronc et  Nikki Yanofsky 3:35 (A2)
3. Miss Maggie - Benjamin Biolay 3:39 (A3)
4. Morgane de toi - Vincent Lindon 4:56 (A4)
5. Marche à l'ombre - Emmanuelle Seigner (sorti en single le 22 septembre 2014) 3:21 (B1)
6. Son Bleu - Calogero 4:16 (B2)
7. Ma gonzesse - Arno 4:33 (B3)
8. P'tite conne - Nicola Sirkis 3:21 (B4)
9. La mère à Titi - Louane 4:11 (C1)
10. Mon HLM - Arthur H 5:19 (C2)
11. Adieu Minette - Olivia Ruiz 4:27 (C3)
12. La blanche - Benjamin Siksou 4:11 (C4)
13. It is not because you are - Emily Loizeau 3:14 (D1)
14. Où c'est qu'j'ai mis mon flingue ? - Renan Luce 4:01 (D2)
15. J'ai la vie qui m'pique les yeux - Nolwenn Leroy 3:25 (D3)

## The Totale of La Bande À Renaud
Un double CD réunissant les deux premiers volumes est sorti en 2020 et est titré The Totale Of La Bande A Renaud. Ce dernier replace les chansons dans un ordre plutôt aléatoire, ne respectant pas l'ordre des deux premiers albums. Et si le premier album contenait 14 chansons et le deuxième 15 pour un total de 29, cette compilation en contient 34 en tout, il y a donc 5 chansons inédites qui n'ont pas trouvé place sur les deux premiers albums. Tryo reprend Marchand de cailloux, Vincent Delerm chante Petite, Gaëtan Roussel interprète Viens chez moi, j'habite chez une copine, Gauvain Sers reprend Société, tu m'auras pas et enfin Boulevard des Airs joue Baltique. Noter que ces 5 chansons sont inédites et ne trouvent place que sur cette double compilation. 

### The Totale of La Bande À Renaud
Disque Un :
- 1-01	Tryo –	Marchands De Cailloux	2:31
- 1-02	Cœur De Pirate  - Mistral gagnant	3:02
- 1-03	Gaëtan Roussel  -	Viens Chez Moi J'Habite Chez Une Copine	2:26
- 1-04	Nicola Sirkis –	Hexagone	4:58
- 1-05	Bénabar -	La Pêche A La Ligne	3:08
- 1-06	Arno -	Ma gonzesse	4:34
- 1-07	Bernard Lavilliers –	Morts Les Enfants	3:45
- 1-08	Nolwenn Leroy –	J'Ai La Vie Qui M'Pique Les Yeux	3:24
- 1-09	Arthur H –	Mon HLM	5:20
- 1-10	Boulevard des airs – Baltique 3:01
- 1-11	Louane – La Mère A Titi	4:1
- 1-12	Olivia Ruiz –	Adieu minette	4:26
- 1-13	Benjamin Biolay - Miss Maggie	3:40
- 1-14	Disiz –	Laisse béton	2:23
- 1-15	Grand Corps Malade –	La Médaille	2:31
- 1-16	Renan Luce, Alexis HK & Benoît Dorémus  -	Je Suis Une Bande De Jeunes	3:08
- 1-17	Elodie Frégé –	Il Pleut	2:51

Disque Deux : 
- 2-01	Raphael - Chanson Pour Pierrot	3:06
- 2-02	Gauvain Sers –	Société Tu M'Auras Pas	2:32
- 2-03	Hubert Félix Thiéfaine - En Cloque	3:11
- 2-04	Vincent Delerm -	Petite	4:06
- 2-05	Jean-Louis Aubert –	Manu	2:52
- 2-06	Emily Loizeau – It Is Not Because You Are	3:14
- 2-07	Benjamin Biolay – Deuxième Génération	4:06
- 2-08	Calogero – Son Bleu	4:17
- 2-09	Emmanuelle Seigner – Marche A L'Ombre	3:20
- 2-10	Thomas Dutronc & Nikki Yanofsky –	Manhattan-Kaboul	3:34
- 2-11	Nolwenn Leroy –	La Ballade Nord-Irlandaise	3:58
- 2-12	Benjamin Siksou - La Blanche	4:13
- 2-13	Carla Bruni – C'Est Quand Qu'On Va Où ?	3:58
- 2-14	Vincent Lindon–	Morgane de toi (Amoureux De Toi)	4:55
- 2-15	Nicola Sirkis –	P'Tite Conne	3:24
- 2-16	Renan Luce –	Où C'Est Qu'J'Ai Mis Mon Flingue ?	4:02
- 2-17	Collectif – Dès que le vent soufflera	4:11

## Singles
Mistral gagnant (par la québécoise Cœur de pirate), sera un succès pour une reprise, ainsi que Dès que le vent soufflera chanté par le groupe complet des artistes ayant participé à l'album. Ce sont les premiers singles sortis pour promouvoir l'album, fin avril, avant la sortie de ce dernier.

## Classement hebdomadaire

### Album (Volume 1)
| Classement (2014)            | Meilleure position |
| ---------------------------- | ------------------ |
| Belgique (Flandre Ultratop)  | 59                 |
| Belgique (Wallonie Ultratop) | 1                  |
| France (SNEP)                | 1                  |
| Suisse (Schweizer Hitparade) | 3                  |